# Ernesto Trivellato
Oficinas Reunidas Ernesto Trivellato S.A., vorher Trivellato S.A. - Engenharia,  Indústria e Comércio, war ein brasilianischer Hersteller von Fahrzeugen.

## Unternehmensgeschichte
Das Unternehmen wurde 1924 in São Paulo als Werkstatt gegründet. Nach dem Zweiten Weltkrieg, nun unter neuer Firmierung, entstanden Karosserien für Nutzfahrzeuge. In den späten 1960er Jahren beschäftigte das Unternehmen 620 Mitarbeiter in São Paulo und weitere 1500 in einem Werk in Rio de Janeiro. Es hatte Niederlassungen in 16 weiteren Städten und außerdem in Argentinien und Uruguay. Zu dieser Zeit begannen Versuche mit Fiberglas. 1970 wurde das erste Automobil auf einer Automobilausstellung präsentiert. Der Markenname lautete Trivellato. Insgesamt entstanden etwa 30 bis 40 Pkw. 1986 ging das Unternehmen in Insolvenz.

## Fahrzeuge
Das einzige Modell GT Shark war ein Sportwagen, erhältlich als Komplettfahrzeug und als Kit Car. Er basierte auf einem ungekürzten Fahrgestell von Volkswagen do Brasil. Ein luftgekühlter Vierzylinder-Boxermotor mit 1300 cm³ Hubraum und Doppelvergaser leistete 60 PS. Die zweisitzige Coupé-Karosserie aus Fiberglas hatte ein lang auslaufendes Schrägheck. Es war eine Kopie eines Modells von Fiberfab Inc.